# Groupement socialiste gomérien
Le Groupement socialiste gomérien (en espagnol : Agrupación Socialista Gomera) (ASG) est un parti politique espagnol de centre gauche présent dans l'île de la Gomera dans les îles Canaries. Il a été fondé en 2015 par Casimiro Curbelo, actuel président du Cabildo insulaire de La Gomera et est issu d'une scission de la fédération de La Gomera du PSOE.